# Avrilly (Allier)
Avrilly település Franciaországban, Allier megyében. Lakosainak száma 137 fő (2022. január 1.). Avrilly Le Bouchaud, Luneau, Baugy, Bourg-le-Comte és Vindecy községekkel határos.

## Népesség
A település népességének változása:
| Lakosok száma | 289  | 193  | 159  | 170  | 142  | 136  | 135  | 136  | 136  | 137  |
|               | 1968 | 1982 | 1990 | 2006 | 2013 | 2015 | 2017 | 2019 | 2020 | 2022 |